# Темпель, Абрахам Ламбертсон ван ден
Абрахам Ламбертсон ван ден Темпель, также: Абрахам Ламберт Якобс ван ден Темпел (нидерл. Abraham Lambertsz van den Tempel, Abraham Lambert Jacobsz van den ; ок. 1622, Леуварден — 8 октября 1672, Амстердам) — голландский живописец Золотого века искусства Голландии.
Абрахам был сыном Ламберта Якобса, живописца, который приехал в Леуварден (провинция Фрисландия) из Амстердама в качестве предпринимателя, торговца произведениями искусства и пастора общины меннонитов. После смерти отца в 1636 году Абрахам уехал обратно в Амстердам. Вместе со своим братом он стал заниматься торговлей тканями. Через четыре года уехал в Лейден и там в 1647 году женился.
Абрахам взял себе фамилию «Темпел» ({{lang-nl|Tempel — храм), потому что, когда он учился в Лейдене, он жил там в доме с рельефом, изображающим церковь на замковом камне фасада.
Абрахам ван ден Темпель изучал математику в Лейденском университете и учился живописи у Йориса ван Схутена. С 1648 года он уже работал самостоятельно. 10 марта 1648 года вместе с Габриелем Метсю, Яном Стеном, Йорисом ван Схутеном и другими он основал лейденскую Гильдию Святого Луки. Ван ден Темпель был старостой и деканом гильдии, но в 1660 году он вернулся в Амстердам, где конкурировал с Бартоломеусом ван дер Хелстом.
Абрахам Ламбертсон ван ден Темпель писал картины бытового жанра, пейзаж, портреты, исторические и аллегорические композиции, имел в своё время большой успех. За изысканность письма, грациозность позирующих моделей, их поз, движений голов и рук, тончайшую моделировку шёлковых тканей А. Н. Бенуа причислил ван ден Темпеля вместе с Бартоломеусом ван дер Хелстом к «аристократам живописи»
Его учениками были Франс ван Мирис Старший, Карел де Мур, Михил ван Мюсхер, Ари де Вуа и Исаак Палинг.
Картины Темпеля можно увидеть в музеях Амстердама, Гааги, Парижа, Берлина, Варшавы, Касселя. В санкт-петербургском Эрмитаже имеются две картины этого художника.

## Галерея

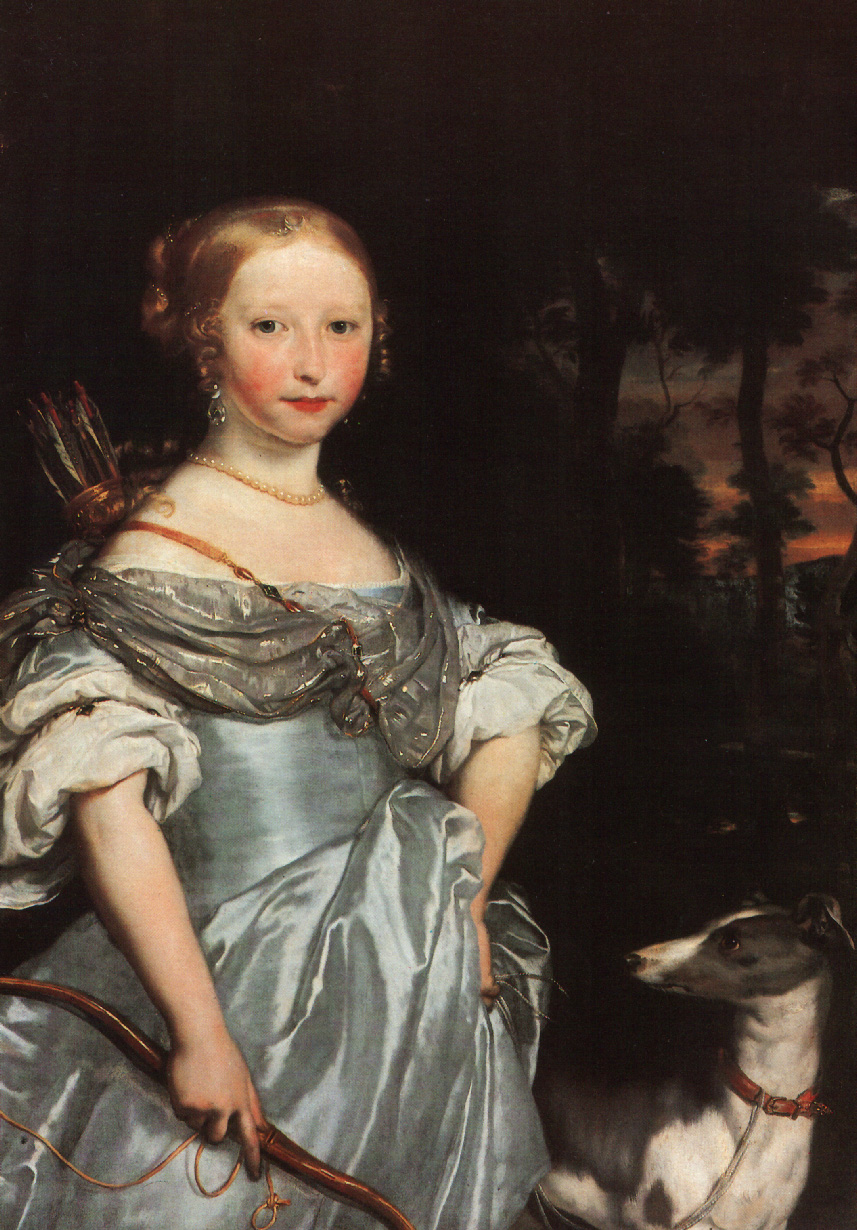
Портрет молодой девушки в образе Дианы. Ок. 1669. Холст, масло. Вилянув, Варшава
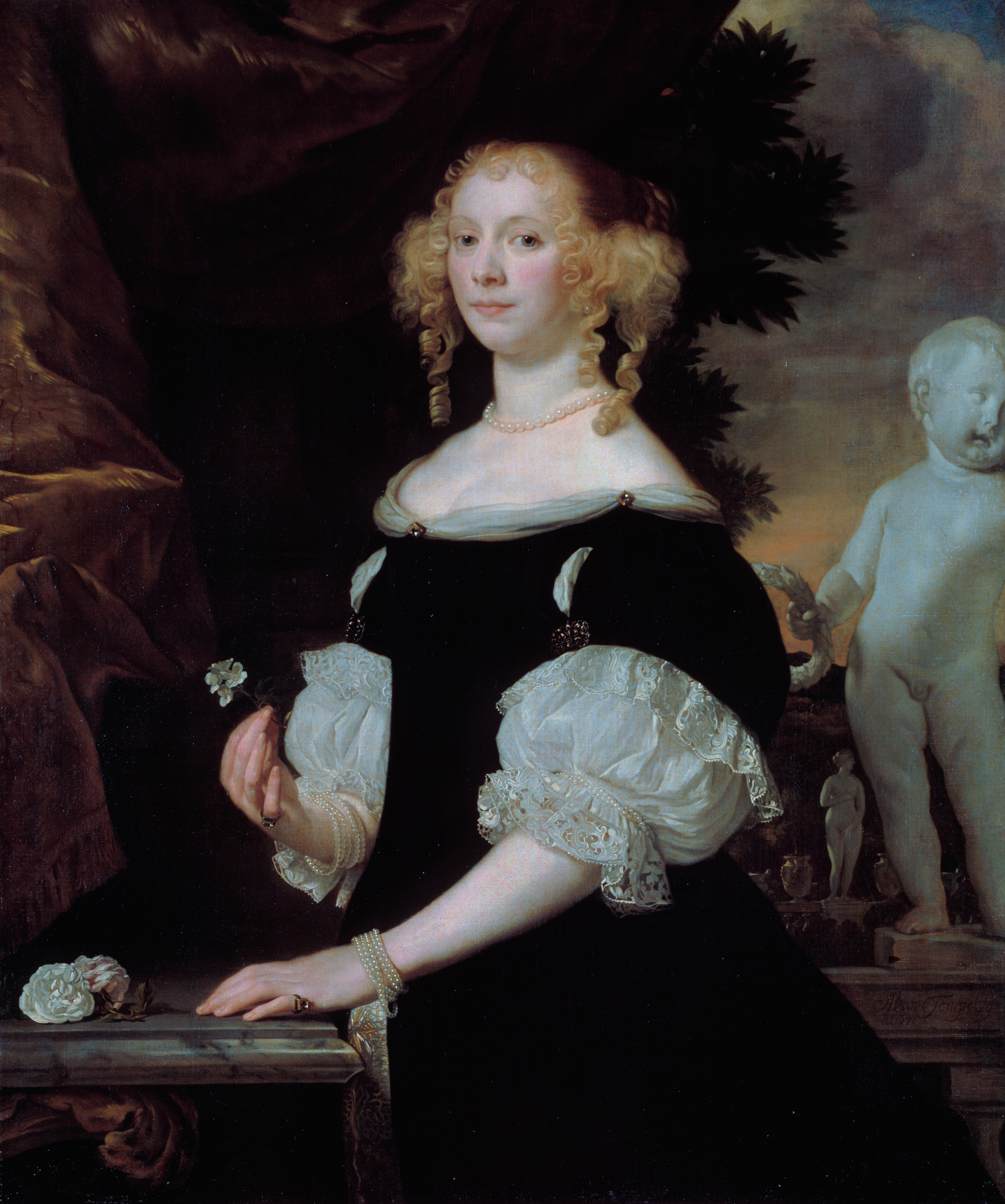
Портрет вдовы адмирала ван Балена. 1670. Холст, масло. Государственный Эрмитаж, Санкт-Петербург
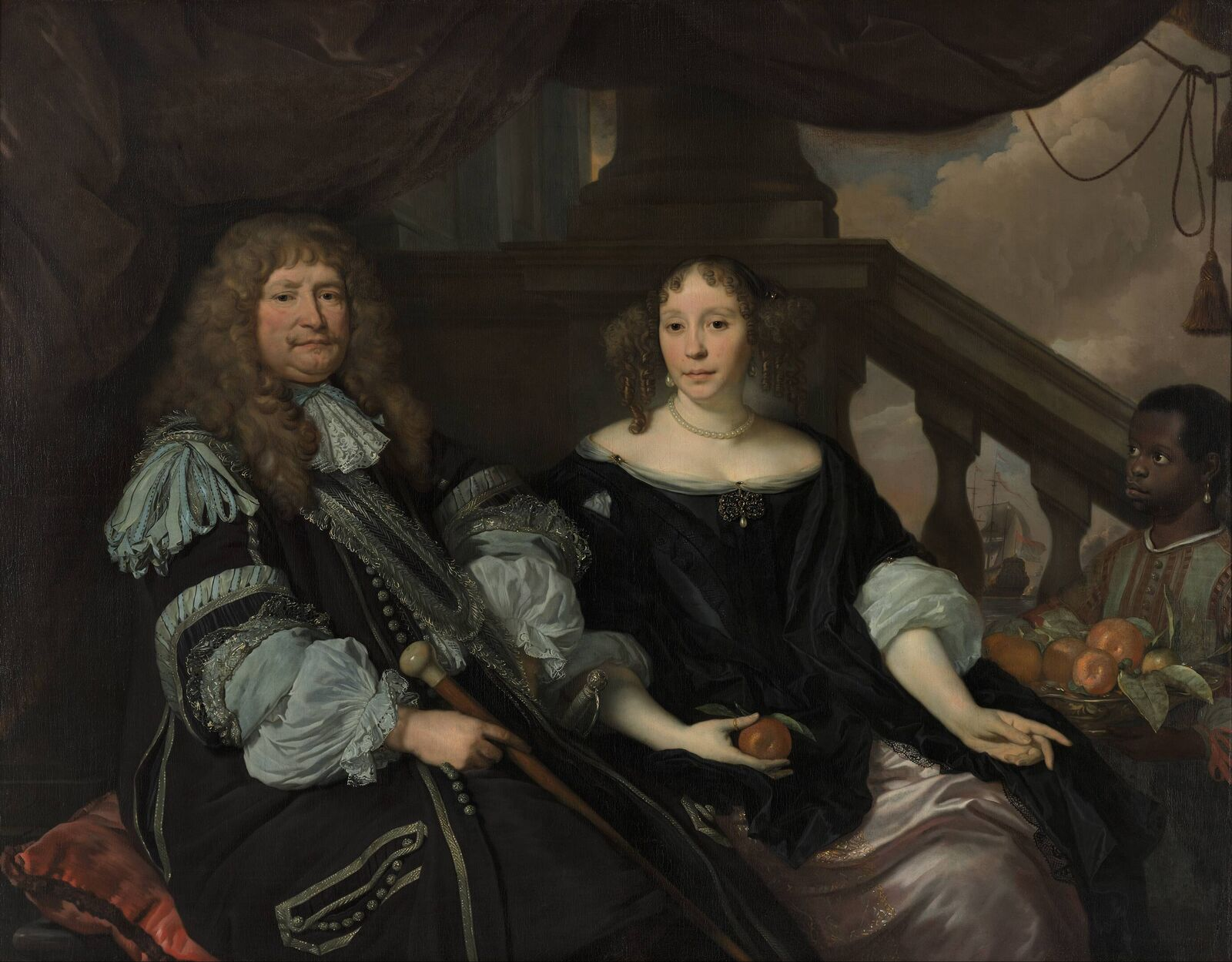
Портрет Яна ван Амстела и Анны Боксхорн. 1671. Холст, масло. Музей Бойманса — ван Бёнингена, Роттердам
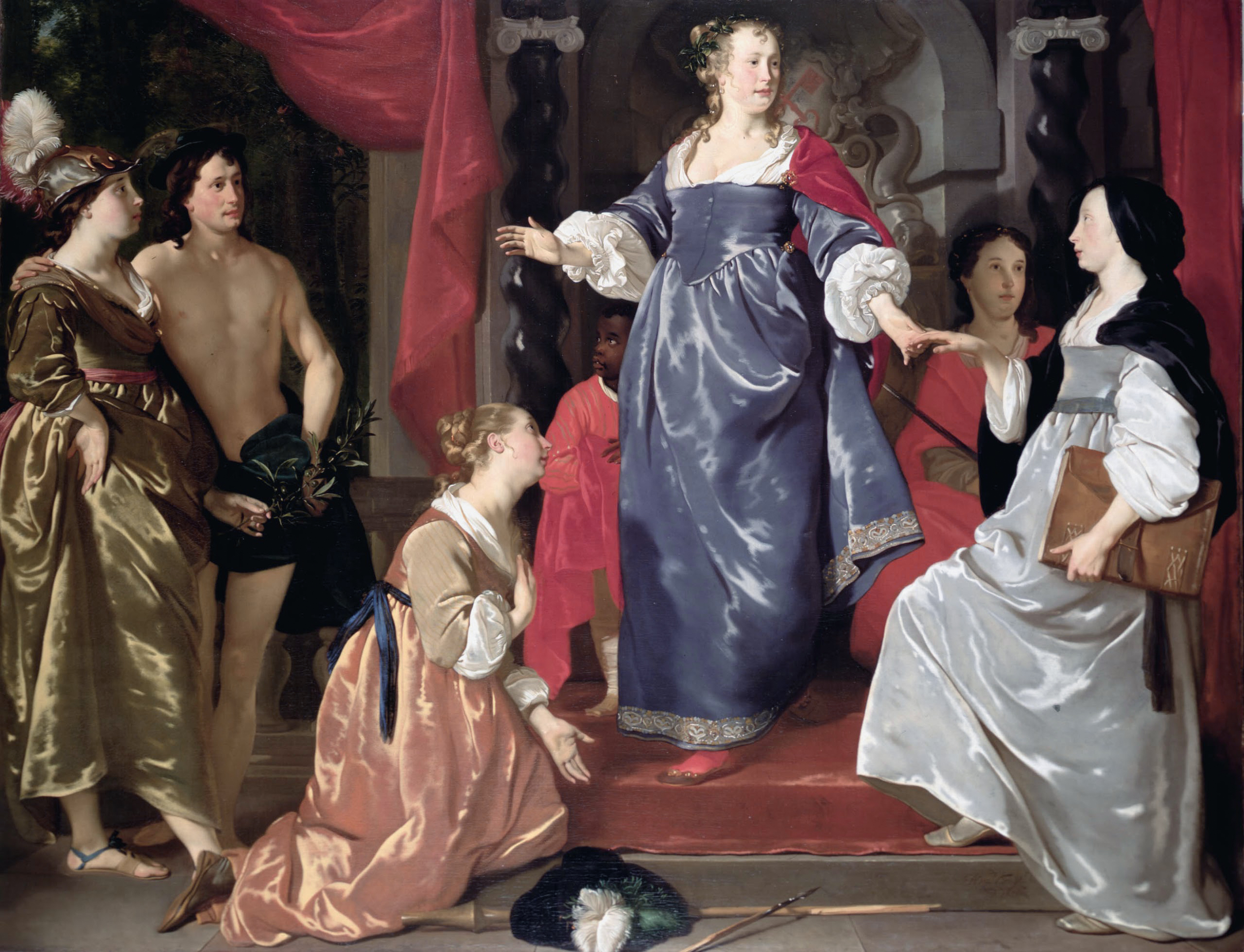
Город Лейден принимает суконную промышленность. 1651. Холст, масло. Музей Лакенхаль, Лейден
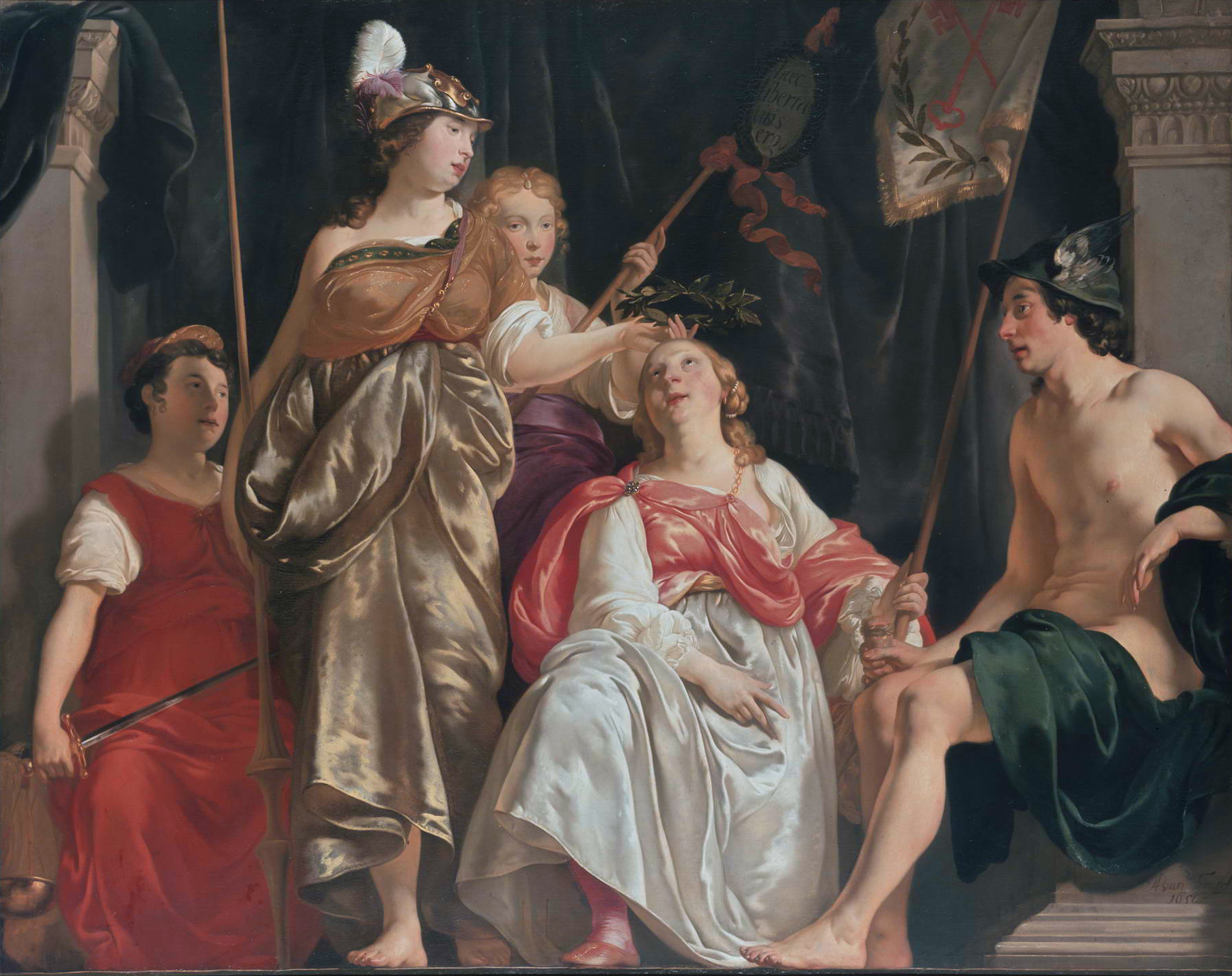
Минерва венчает Деву Лейдена. 1650. Холст, масло. Музей Лакенхаль, Лейден
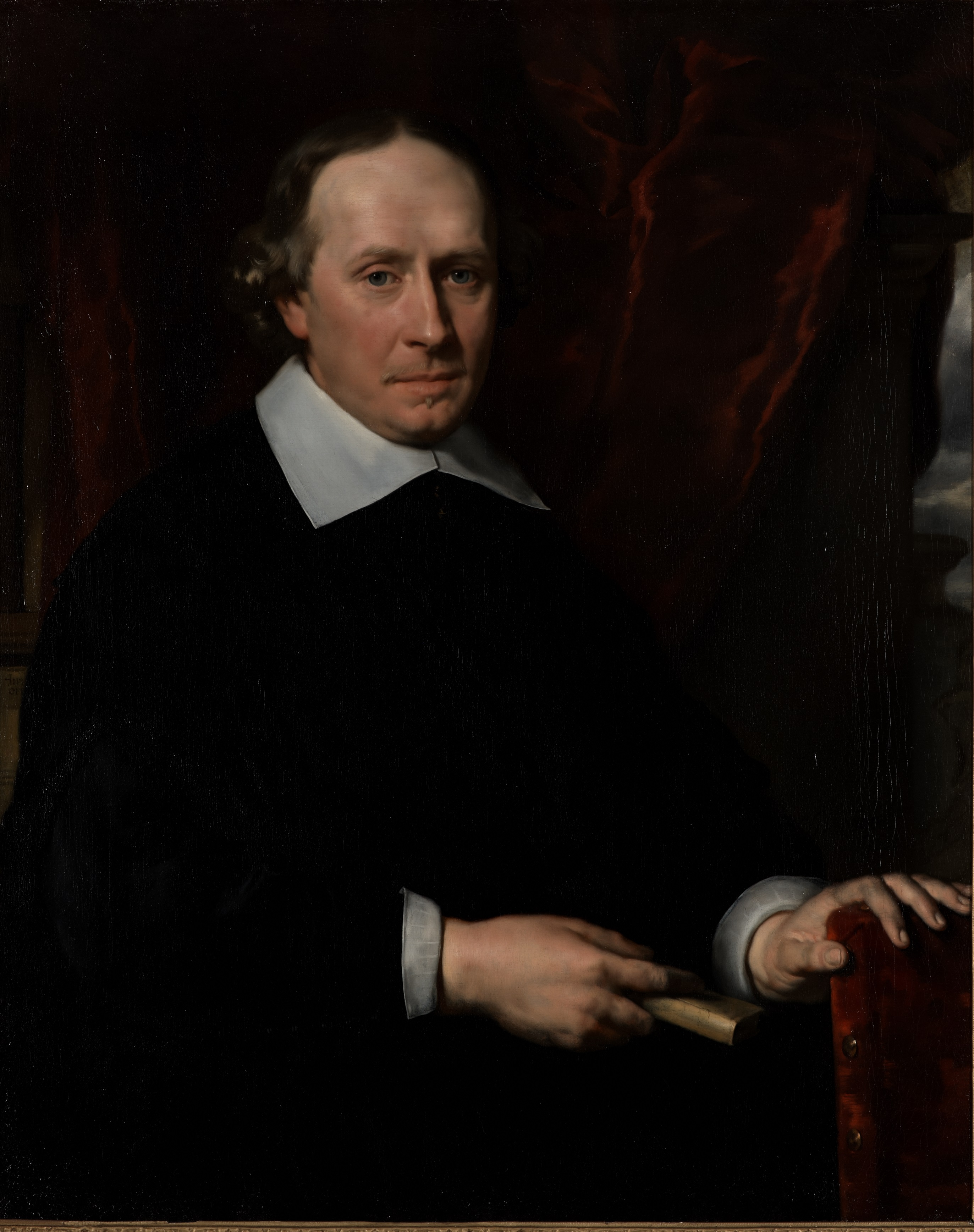
Портрет Йоханнеса Антонидеса ван дер Линдена. 1660. Холст, масло. Музей Лакенхаль, Лейден
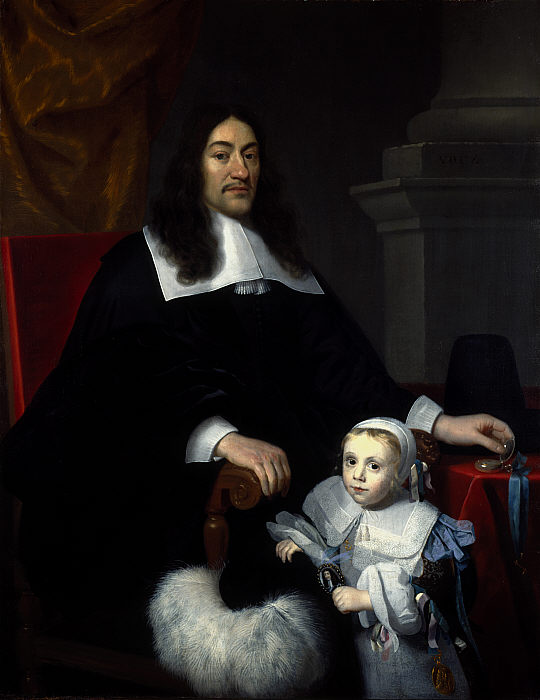
Сэр Уильям Дэвидсон из Каррихилла вместе с сыном Чарльзом. Ок. 1664. Холст, масло. Национальная галерея Шотландии, Эдинбург
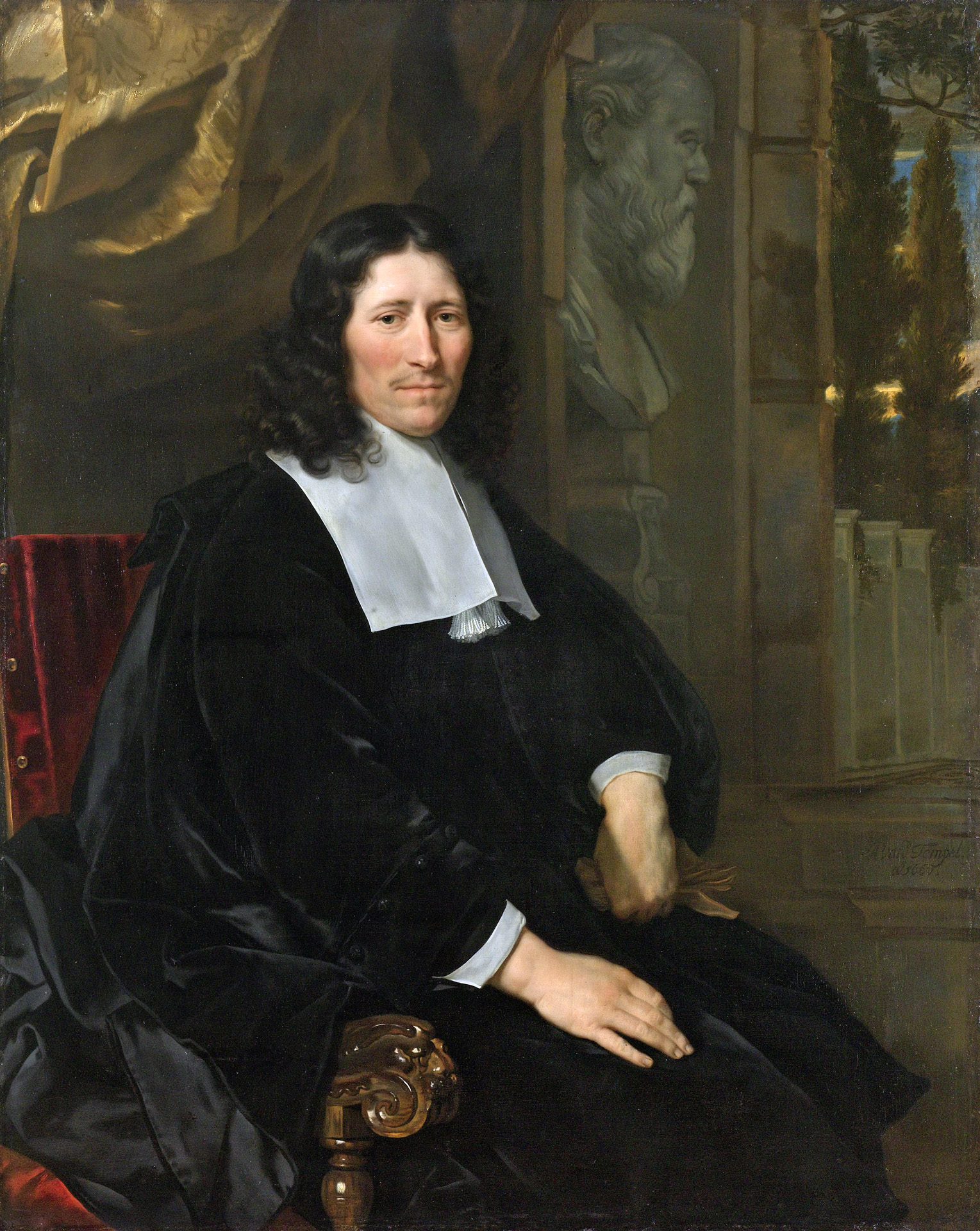
Портрет Питера де ла Курта. 1667. Холст, масло. Рейксмюсеум, Амстердам
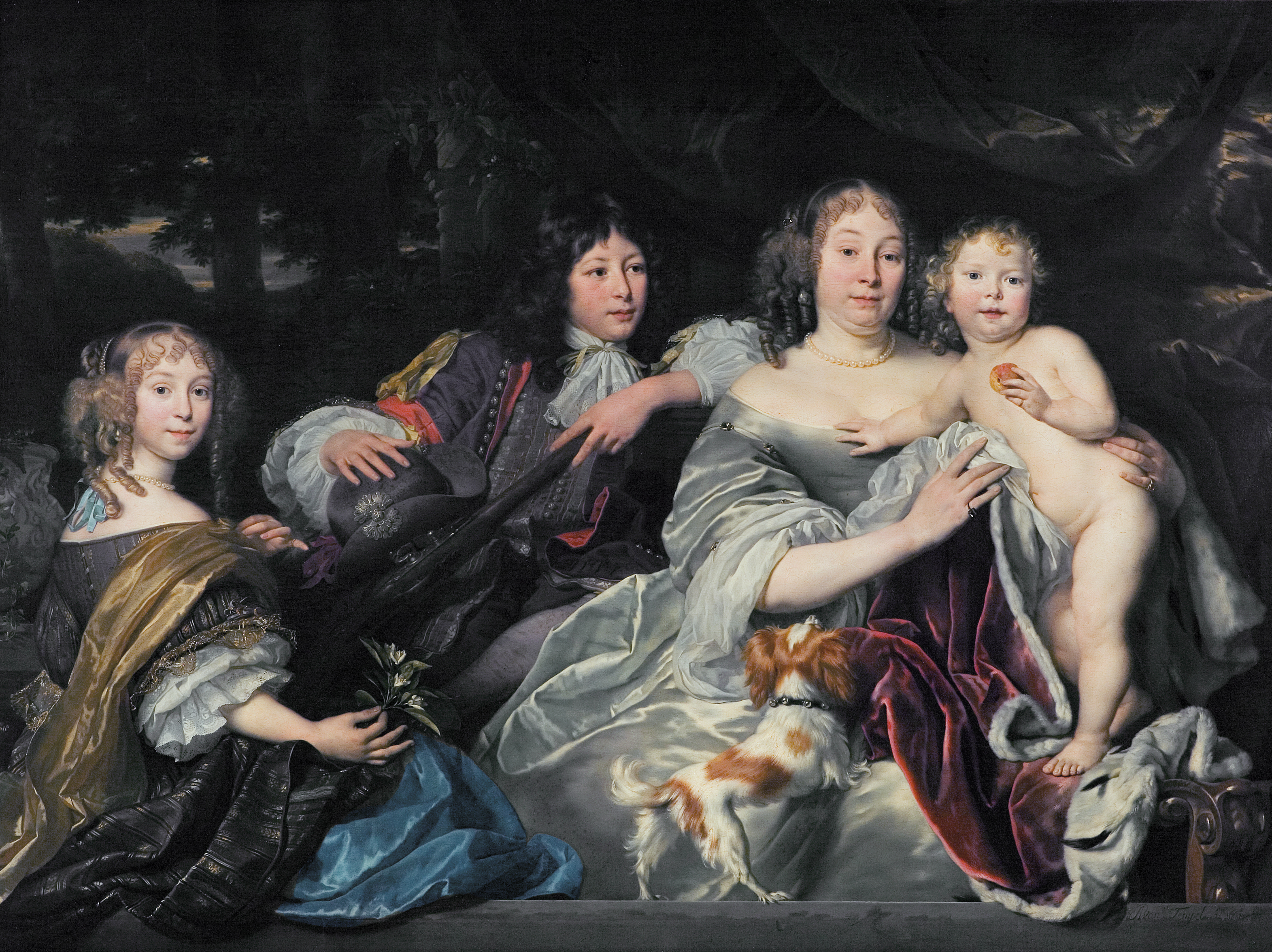
Альбертина Агнес, принцесса Оранская, с тремя детьми. 1668. Холст, масло. Фрис Музей, Леуварден
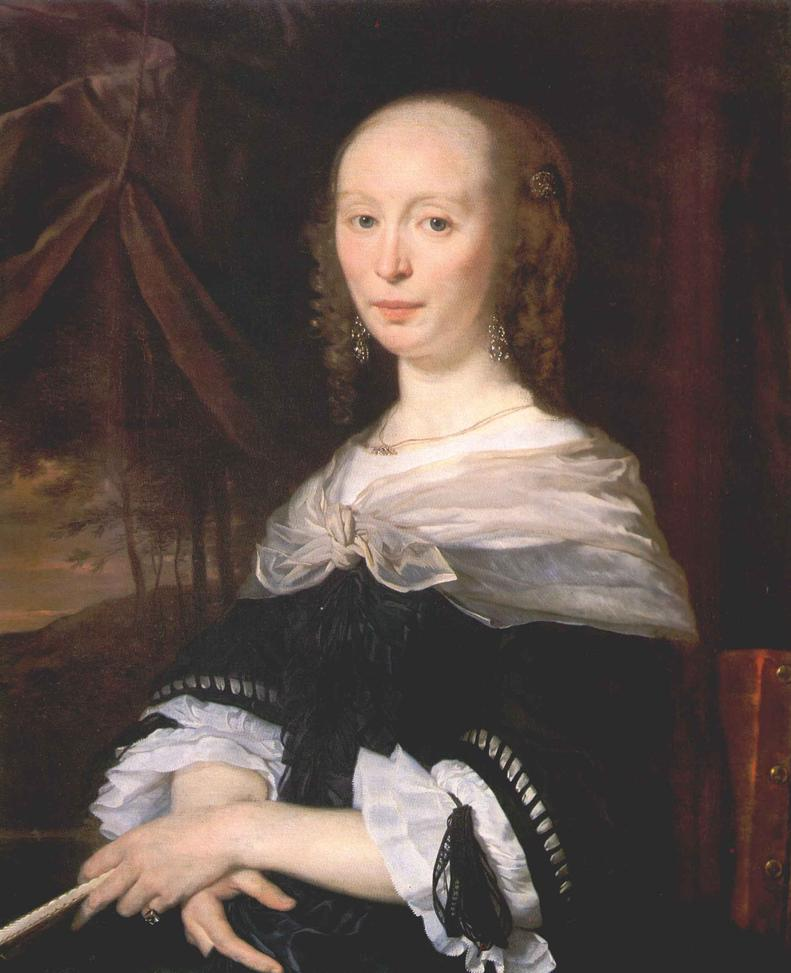
Портрет дамы. Между 1660 и 1663. Холст, масло. Национальная галерея Ирландии, Дублин